# Kupreliškis
Kupreliškis è una città del distretto di Biržai della contea di Panevėžys, situata nel nord-est della Lituania, nei pressi del confine con la Lettonia e a nord-est di Vabalninkas. Secondo un censimento del 2011, la popolazione ammonta a 118 abitanti.

## Storia
La città è menzionata per la prima volta alla fine del XVII secolo. La prima costruzione religiosa fu eretta nel 1861. La principale chiesa, dedicata all'Arcangelo Michele, fu costruita nel 1898.
Nel 1905 la popolazione locale insorse contro la guerra che in quel momento stava coinvolgendo l'Impero russo e il Giappone. Dal 1919 al 1949 operò una scuola elementare per l'insegnamento della lingua russa. Tra il 1941 e il 1948, il governo sovietico espulse 18 cittadini. Dopo la seconda guerra mondiale, i partigiani guidati dal condottiero locale Margiris continuarono ad essere attivi nell'area di Kupreliškis. Durante l'era sovietica furono costruite fattorie collettive, una biblioteca, una casa della cultura e un centro medico.